# Ingo Voge

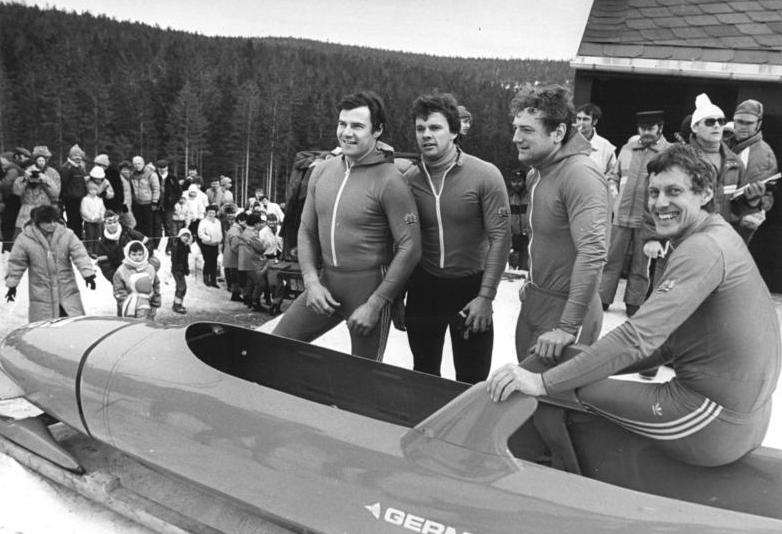
Wolfgang Hoppe, Bogdan Musiol, Ingo Voge und Dietmar Schauerhammer bei den DDR-Meisterschaften 1987

Ingo Voge (* 14. Februar 1958 in Falkensee, Kreis Nauen, DDR) ist ein ehemaliger DDR-Bobsportler.

## Werdegang
Voge startete für den ASK Vorwärts Oberhof und wurde von Raimund Bethge trainiert. Er war zunächst elf Jahre lang Leichtathlet und trat für den ASK Vorwärts Potsdam an. 1980 lief er die 100-Meter-Strecke in 10,6 Sekunden. Eine Steigerung war jedoch nicht mehr zu erwarten, weshalb ihm sein Trainer Hermann Burde riet, mit diesem Sport aufzuhören. Voge nahm im Frühjahr 1981 an einem Test für Anschieber in Oberhof teil und hatte Erfolg. Ab 1982 war er Anschieber im Viererbob von Bernhard Lehmann, mit dem er schon bei der Bob-Europameisterschaft 1983 die Silbermedaille gewann. Bei der Weltmeisterschaft des Jahres 1983 wurde das Team Vierter. 1984 nahm er  an den Olympischen Spielen von Sarajevo teil und gewann im Lehmann-Vierer hinter dem Großbob von Doppelolympiasieger Wolfgang Hoppe die Silbermedaille. Auch im folgenden Jahr setzten sich die Erfolge bei der Bob-Weltmeisterschaft 1985 fort, wo er im Lehmann-Vierer in Cervinia die Goldmedaille gewann. Im Zweierbob wurden beide Zweite bei den Europameisterschaften. Im Vierer wurden sie 1986 erneut Vizeeuropameister. 1988 nahm Voge in Calgary zum zweiten Mal an Olympischen Winterspielen teil. Mittlerweile startete er im Bob von Wolfgang Hoppe. Hinter dem Viererbob des Schweizers Ekkehard Fasser gewannen sie die Silbermedaille. Die letzte internationale Medaille gewann Voge bei der Bob-Weltmeisterschaft 1989 in Cortina d’Ampezzo, wo der Hoppe-Vierer auf den dritten Rang kam.
Voge wurde 1984 und 1988 mit dem Vaterländischen Verdienstorden in Silber ausgezeichnet.